# Ifrah Ahmed
Ifrah Ahmed (Somália) é uma activista social somali - irlandesa. Fundou a organização não governamental United Youth of Ireland que apoia jovens imigrantes na Irlanda e a Fundação Ifrah que tem como objectivo acabar com a Mutilação Genital Feminina. Ganhou o International Person of the Year Award em 2018. 

## Biografia
Ifrah Ahmed nasceu em Mogadíscio, na Somália, em 1989. Com oito anos, Ahmed foi submetida à circuncisão forçada realizada por um membro da família que era médico licenciado.  Durante a Guerra da Etiópia, Ahmed trocou a Somália pela Irlanda, tinha aos 17 anos.  Ela fugiu dos traficantes e obteve o estatuto de refugiada na Irlanda em 2006. 
Após a sua chegada, Ahmed passou por um exame médico obrigatório, onde os profissionais de saúde insistiram em fazer um teste de Papa Nicolau. Ahmed que falava pouco inglês na altura, teve de se esforçar para explicar à equipa médica a sua situação, por esta até aquele dia nunca havia sido confrontada com um caso de Mutilação Genital Feminina (MFG).  Ahmed ficou chocada ao perceber que a MGF não era uma prática comum na Irlanda, enquanto que era normal na Somália. Isso levou-a a voltar à escola para melhorar a sua educação, a fim de poder falar melhor publicamente sobre a questão da MGF. 
Nos anos que se seguiram, Ifrah Ahmed tornou-se na primeira mulher a testemunhar publicamente sobre o que é ser submetida a mutilação genital. 

## Carreira

### Fundação Ifrah eUnited Youth of Ireland
Ahmed fundou a United Youth of Ireland (2010), uma ONG dá apoio a jovens imigrantes, dando apoio aos seus negócios, actividades artísticas e criativas. 
Também fundou a Fundação Ifrah,  dedicada à eliminação da mutilação genital feminina (MGF), esta é uma instituição de caridade registada na Irlanda e na Somália.  Através da fundação, Ahmed continua a defender a erradicação da MGF no seu país natal. O seu trabalho inclui a produção de conteúdos para os meios de comunicação como forma de consciencializar para o impacto negativo da MGF. Foi em julho de 2018, que Ahmed produziu um pequeno documentário sobre a morte da menina de 10 anos provocada por complicações resultantes da MGF que integrou a Global Media Campaign contra a MGF.  A Fundação Ifrah fez parcerias com ONGs internacionais e aliou-se estratégicamente a agências governamentais de maneira a influenciar a legislação. Nos últimos anos tem desenvolvido e apresentado programas na Somália, com vista ao abandono da prática da MGF na Somália. 

### MGF
Em 2001, o governo irlandês, apresentou um projeto de lei que proibia-a MGF na Irlanda, mas sem que o governo o agisse em conformidade, isto levando Ahmed a tomar uma atitude e a agir.  Com a United Youth of Ireland, ela criou um concurso de beleza chamado Ms. Ethnic Ireland, para celebrar a diversidade, alertar para a MGF  e abordar os problemas que os imigrantes têm na integração na cultura irlandesa.   Ahmed recebeu reações negativas de membros da comunidade somali que defendiam a prática, mas ela continuou defender as suas ideias.  Obteve o apoio do deputado Joe Costello do Partido Trabalhista irlandês e a MGF foi proibida na Irlanda em 2012. 

### Na Somália
Ahmed também lutou contra a MGF no seu país natal. A ex-ministra da Mulher e Direitos Humanos da Somália, reuniu com Ahmed durante uma conferência na União Europeia e pediu-lhe que trabalhasse no Ministério da Mulheres no desenvolvimento de programas de direitos da criança, incluindo a ratificação da mutilação genital feminina. Ela também teve o apoio de Khadijah Mohamed Dirrie, Ministra das Mulheres.  Apoiada por estas mulheres e outros ministros importantes do governo, ela conseguiu promover a prevenção da MGF junto das comunidades e dos líderes religiosos. 
Ahmed é agora a Coordenadora de Género em nome do governo da Somália e Conselheira de Género do Presidente da Somália desde 2016.  Além disto, é também conselheira de direitos humanos no governo da Somália. Ifrah iniciou uma investigação de dezoito meses sobre a situação da MGF no país e criou a metodologia para o Plano de Ação Nacional para o abandono da MGF na Somália. Com o apoio público do primeiro-ministro, que passou a aprovar uma legislação para acabar com a prática, grupos de ajuda na Somália fizeram parceria com a Fundação Ifrah e o governo para implementar um programa nacional de abandono da MGF. 

## Nos meios de comunicação
Um filme biográfico sobre Ahmed, intitulado A Girl from Mogadíscio, realizado por Mary McGuckian e protagonizado por Aja Naomi King e Barkhad Abdi, foi filmado entre a Irlanda e Marrocos, estreou no Festival de Cinema de Edimburgo. 
Foi um processo difícil falar e compartilhar com outros a sua história de vida. Mas Ahmed queria que outras mulheres que sofreram mutilação genital se sentissem menos sozinhas após assistirem ao filme. 
Ahmed também escreveu um pequeno documentário que conta a história de Deequq, uma menina de dez anos que sangrou até a morte após ser alvo de mutilação genital.  Pouco depois a história tornou-se viral, e vários pais começaram a levar as filhas a hospitais depois de terem sido cortadas para evitar o mesmo desfecho.  A própria Ahmed ajudou a facilitar o atendimento médico de muitas dessas meninas e conseguiu salvar vinte delas de morrerem de hemorragias.  A atenção mundial que este documentário despoletou, levou o Procurador-Geral da Somália a instaurar o primeiro processo de crime por prática e Mutilação Genital Feminina do país. 

## Prémios
Ahmed foi premiada com International Person of the Year at the People of the Year em 2018 pelo seu trabalho contra a Mutilação Genital Femina e apoio às vitimas. 